# .tl
.tl је нови највиши Интернет домен државних кодова (ccTLD) за Источни Тимор.
Бивши НИДдк за Источни Тимор је .tp. Овај домен је, према организацији IANA, додељен 1997. године. Када се Источни Тимор придружио Уједињеним нацијама 2002. године, одлучено је да се званично односи на ту државу по португалском имену, Timor-Leste, а не енглеском.
.tl је у сагласности са ISO 3166-1 стандардом за двословне кодове имена држава.
Дуго времена, IANA-ине информације о овом домену нису приказивале спонзорску организацију или регистар, а изгледало је да домен не ради иако је држава тврдила да је процес транзиције био у току. Међутим, од 30. септембра 2005. године, постоје контактне информације на регистарском сајту на nic.tl.
Према регистру, свим регистрантима код .tp се аутоматски дају еквивалентни домени код .tl, а регистрације у .tp домену се више не прихватају.